# Bobrîk, Bilopillea
Bobrîk (în ucraineană Бобрик) este localitatea de reședință a comunei Bobrîk din raionul Bilopillea, regiunea Sumî, Ucraina.

## Demografie
Componența lingvistică a localității Bobrîk
     Ucraineană (97,62%)
     Rusă (1,65%)
     Alte limbi (0,55%)
Conform recensământului din 2001, majoritatea populației localității Bobrîk era vorbitoare de ucraineană (97,62%), existând în minoritate și vorbitori de rusă (1,65%).